# Wilton n.º 472
Wilton n.º 472 es un municipio rural canadiense situado en la provincia de Saskatchewan.

## Superficie
Wilton n.º 472 tiene una superficie de 1022,9 km².

## Demografía
En 2021, tenía 1473 habitantes, una densidad poblacional de 1,4 hab./km², y 595 viviendas.